# Frasnes-lez-Gosselies
Frasnes-lez-Gosselies (wa. Fråne-dilé-Gochliye) – dzielnica (section) gminy Les Bons Villers w Belgii, w Regionie Walońskim, w prowincji Hainaut, w okręgu Charleroi. 1 stycznia 2020 roku liczyła 3417 mieszkańców. Do 31 grudnia 1976 samodzielna gmina.

## Demografia
Liczba mieszkańców, stan na 1 stycznia:
| Rok                | 1930 | 1947 | 1961 | 2020 |
| ------------------ | ---- | ---- | ---- | ---- |
| Liczba mieszkańców | 2547 | 2431 | 2516 | 3417 |